# Delton (Michigan)
Delton – jednostka osadnicza w Stanach Zjednoczonych, w stanie Michigan, w hrabstwie Barry.